# Schloss Oberbergkirchen

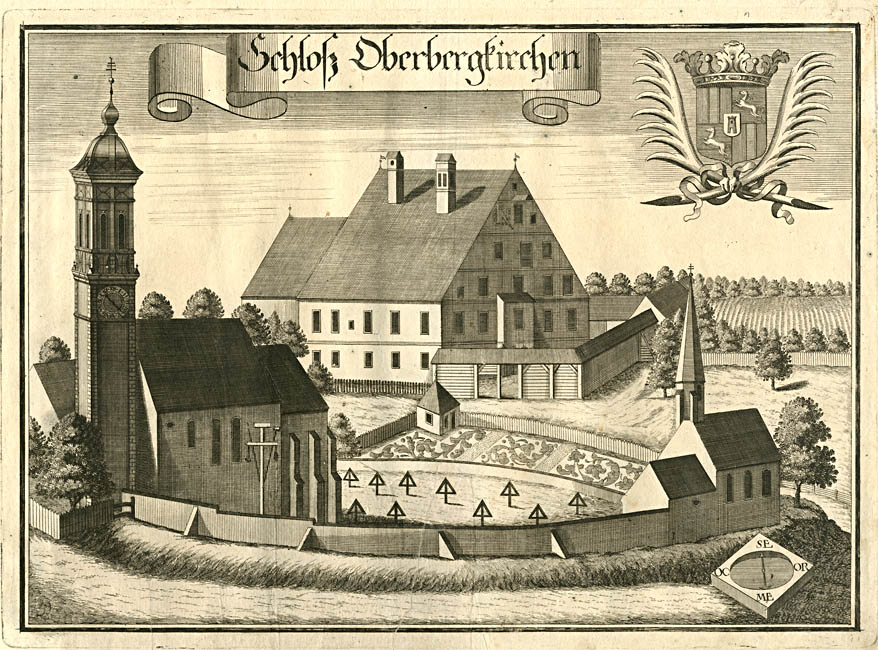
Schloss Oberbergkirchen im 18. Jahrhundert (Stich von Michael Wening)

Schloss Oberbergkirchen ist ein abgegangenes Schloss in Oberbergkirchen, einer Gemeinde im oberbayerischen Landkreis Mühldorf am Inn. Es ist als abgegangenes Hofmarkschloss des späten Mittelalters und der frühen Neuzeit (Schloss Oberbergkirchen) in der Liste der Bodendenkmäler in Oberbergkirchen verzeichnet.

## Geschichte
Oberbergkirchen ist ab dem 15. Jahrhundert als Hofmarkssitz beurkundet. Die Paumgartner, ein Regensburger Patriziergeschlecht, ist um 1490 als Besitzer der Hofmark Oberbergkirchen nachweisbar. Die Fränkinger waren Mitte des 17. Jahrhunderts Hofmarksherren in Oberbergkirchen. Die Gräfin Maria Josefa von der Wahl, Herrin auf Schloss Zangberg, übernahm 1759 die offene Hofmark im Ort. Sie starb 1807 als Witwe ohne Nachkommen. 1820 wurde das wohl in der 1. Hälfte des 17. Jahrhunderts erbaute Schlossgut abgebrochen.